# Reagrupament per Caledònia
El Reagrupament per Caledònia (Rassemblement pour la Calédonie, RPC) és un partit polític anti-independentista de Nova Caledònia fundat el 2006 per Jacques Lafleur, qui havia abandonat el Reagrupament-UMP després de perdre el liderat davant Pierre Frogier.
El nou partit pren el nom que va prendre originàriament el Reagrupament-UMP el 1977, i forma un directori encapçalat pel senador Simon Loueckhote, qui també havia abandonat Reagrupament-UMP. El partit pretenia recuperar l'esperit originari del RPCR i de l'Acord de Nouméa. Nogensmenys, fracassà en no assolir l'escó per a Lafleur a les eleccions legislatives franceses de 2007. Endemés, el 2008 Simon Loueckhote marxà del partit per a crear el Moviment per la Diversitat.
A les eleccions provincials de Nova Caledònia de 2009 es presentà en solidari i va obtenir el 7,1% dels vots i dos diputats a l'assemblea de la Província del Sud i dos al Congrés de Nova Caledònia.